# Chaceon karubar
Chaceon karubar is een krabbensoort uit de familie van de Geryonidae. De wetenschappelijke naam van de soort is voor het eerst geldig gepubliceerd in 1993 door Manning.